# Salenches
Salenches (Salenches en arpità, Sallanches en francès) és una població d'Arpitània. Administrativament és un comú de la República Francesa, situat al departament de l'Alta Savoia i a la regió d'Alvèrnia-Roine-Alps. L'any 1999 tenia 14.383 habitants.
Està situat a la vall que el riu Arve a pocs quilòmetres després del seu naixement. Està envoltat pel massís del Mont Blanc, el massís d'Aravís i les Agulles de Warens. Actualment és un centre de turisme alpí, amb nombrosos hotels, càmpings i altres equipaments i seu de cantó. El nombre d'habitants el 1999 era de 14.383 i la superfície és de 65,87  km². El codi postal és 74700. El poble compta amb un urbanisme curiós, quadriculat, fruit de les obres que s'hi van fer al segle xix.